# Cymbulia
Cymbulia is een geslacht van weekdieren uit de klasse van de Gastropoda (slakken).

## Soorten
- Cymbulia parvidentata Pelseneer, 1888
- Cymbulia peronii Blainville, 1818
- Cymbulia sibogae Tesch, 1903
- Cymbulia tricavernosa Zhang, 1964